# Blake Anderson
Blake Raymond Anderson (nacido el 2 de marzo de 1984) es un actor, comediante, productor, guionista y diseñador de moda estadounidense. A partir de 2006, Anderson ayudó a crear y se unió a la compañía de comedia de sketches Mail Order Comedy, que produjo videos y sketches en línea, como los que involucraban a la banda de rap The Wizards, junto con los co-miembros Anders Holm, Adam DeVine y Kyle Newacheck. En 2011, Anderson, junto con Holm, DeVine y Newacheck, comenzaron a interpretar versiones ficticias de sí mismos en la serie de televisión de comedia Workaholics de Comedy Central, que Anderson cocreó. Workaholics estuvo en la cadena desde 2011 hasta 2017, transmitiendo siete temporadas en total. Anderson ha aparecido en otros trabajos de cine y televisión, a menudo con otros miembros de Mail Order Comedy.
En 2017, Anderson fue nominado a dos premios Behind the Voice Actors' People's Choice Voice Acting Awards por su trabajo en voltron: Legendary Defender, ganando la nominación a Mejor Conjunto Vocal en una Nueva Serie de Televisión. También fue nominado para un Young Hollywood Award en 2014.

## Primeros años
Anderson nació en el condado de Sacramento, California, el 2 de marzo de 1984 y se crio en Concord, California. Asistió a la escuela secundaria Clayton Valley en Concord, California. Más tarde se mudó a Los Ángeles para trabajar con compañías de comedia de improvisación como The Groundlings y Upright Citizens Brigade. Mientras trabajaba como repartidor de pizzas, asistió a Orange Coast College en Costa Mesa, donde conoció al futuro coprotagonista Adam DeVine.

## Carrera
En 2006, Anderson formó el grupo de comedia de sketches Mail Order Comedy con Anders Holm, DeVine y Kyle Newacheck y alcanzó notoriedad enYouTube. En 2011, interpretó a Tad en el programa Traffic Light de Fox. A continuación, tuvo pequeños cameos en Entourage de HBO y en el programa House de Fox. Luego apareció en episodios de Community, Arrested Development, Parks and Recreation, The Big Bang Theory, Los Simpson, Brooklyn Nine-Nine y Drunk History, entre otros. Ha protagonizado el programa Workaholics de Comedy Central (2011-2017) y la serie Woke de Hulu (2020-2022).
También realiza giras por el país para realizar su comedia stand-up.
En 2013, cocreó la línea de moda Teenage con su entonces esposa, Rachael Finley.

## Vida personal
El 17 de diciembre de 2011, Anderson requirió cirugía después de saltar desde su techo a una mesa de beer pong durante una fiesta en una casa y fracturarse la columna.
El 7 de septiembre de 2012, Anderson se casó con Rachael Finley. Tienen una hija, nacida en 2014, y se divorciaron en 2017.

## Filmografía

### Películas
| Año  | Título                                        | Papel                       | Notas             |
| ---- | --------------------------------------------- | --------------------------- | ----------------- |
| 2008 | 420 Special: Attack of the Show! from Jamaica | Yung Zeld                   |                   |
| 2009 | Ratko: The Dictator's Son                     | Derek                       |                   |
| 2011 | The Legend of Awesomest Maximus               | Soldado griego #1           |                   |
| 2013 | Epic                                          | Dagda                       | Voz               |
| 2014 | Neighbors                                     | Chico Beer Pong #2          | Cameo             |
| 2015 | Dope                                          | Will                        |                   |
| 2015 | Scouts Guide to the Zombie Apocalypse         | Ron el Conserje             | Cameo             |
| 2018 | Game Over, Man!                               | Joel "Baby Dunc"            | También productor |
| 2018 | Show Dogs                                     | Paloma 3                    | Voz               |
| 2018 | El paquete                                    | Redneck Reginald            | También productor |
| 2020 | Spy Intervention                              | Smuts                       |                   |
| 2021 | North Hollywood                               | Guarda de seguridad escolar |                   |
| 2022 | I'm Totally Fine                              | Eric                        |                   |
| 2023 | The Out-Laws                                  | Primo RJ                    | Posproducción     |
| —    | First Time Female Director                    | —                           | Posproducción     |

### Televisión
| Año        | Título                                     | Papel                                                                  | Notas |
| ---------- | ------------------------------------------ | ---------------------------------------------------------------------- | --- |
| 2006–2008  | Crossbows & Mustaches                      |                                                                        | 10 episodios; productor ejecutivo                                                                                             |
| 2008       | Special Delivery                           | Él mismo                                                               | Episodio: "Strike a Pose" |
| 2008       | The Dude's House                           | Blake                                                                  | 3 episodios; cocreador, escritor, productor ejecutivo                                                                         |
| 2008       | 5th Year                                   | Blake                                                                  | 5 episodios |
| 2011       | Traffic Light                              | Tad                                                                    | 2 episodios |
| 2011       | Entourage                                  | Donny                                                                  | Episodio: "One Last Shot" |
| 2011       | House                                      | Ethan                                                                  | Episodio: "Perils of Paranoia"                                                                                                |
| 2011–2017  | Workaholics                                | Blake Henderson                                                        | Cocreador, escritor, productor ejecutivo                                                                                      |
| 2012       | Community                                  | Attendant                                                              | Episodio: "Contemporary Impressionists"                                                                                       |
| 2013       | Arrested Development                       | B. Lake                                                                | Episodio: "Flight of the Phoenix"/"Moving Pictures"                                                                           |
| 2013–2014  | Loiter Squad                               | Él mismo                                                               | |
| 2014–2015  | Parks and Recreation                       | Mike Bean                                                              | 3 episodios |
| 2014       | The Eric Andre Show                        | Él mismo                                                               | 1 episodio |
| 2015       | Hell's Kitchen                             | Él mismo                                                               | Episode: "17 Chefs Compete"                                                                                                   |
| 2015       | Comedy Bang! Bang!                         | Padre real de Screggie                                                 | Episodio: "Karen Gillan Wears a Black and White Striped Pullover and Coral Skirt"                                             |
| 2015, 2017 | Penn Zero: Part-Time Hero                  | Hogarth (voz)                                                          | 2 episodios |
| 2015       | Los Simpson                                | Dickie (voz)                                                           | Episodio: "Halloween of Horror"                                                                                               |
| 2015       | Drunk History                              | Alekséi Leónov                                                         | Episodio: "Space" |
| 2016       | Ice Age: The Great Egg-Scapade             | Clint (voz)                                                            | Cortometraje |
| 2016–2018  | voltron: Legendary Defender                | Matt Holt (voz)                                                        | Episodio: "The Rise of Voltron", "Return of the Gladiator", "Tears of the Balmera", "Reunion", "Black Site", "A New Defender" |
| 2016       | The Big Bang Theory                        | Trevor                                                                 | Episodio: "The Line Substitution Solution"                                                                                    |
| 2016       | Teenage Mutant Ninja Turtles: Don vs. Raph | Michelangelo (voz)                                                     | Cortometraje |
| 2017       | Uncle Grandpa                              | Ciabatta (voz)                                                         | Episodio: "Full Grown Pizza"                                                                                                  |
| 2017       | The Jellies!                               | RG (voz)                                                               | |
| 2018       | Brooklyn Nine-Nine                         | Constantine Kane                                                       | Episodio: "Bachelor/ette Party"                                                                                               |
| 2018–2020  | Tigtone                                    | Poach-Or, Beautiful Horse Head, Lightning King, C.J., Ceruszimar (voz) | 6 episodios |
| 2019       | Mixed-ish                                  | Miembro del culto                                                      | Episodio: "Becoming Bow" |
| 2020–2022  | Woke                                       | Gunther                                                                | 16 episodios |
| 2021       | The Freak Brothers                         | Charlie                                                                | |
| 2023       | Impractical Jokers                         | Él mismo                                                               | Episodio: "Blake Anderson" |
| 2023       | Is It Cake?                                | Él mismo / Judge                                                       | Episodio: "Everything Is Cake!"                                                                                               |